# ركام (مركب)

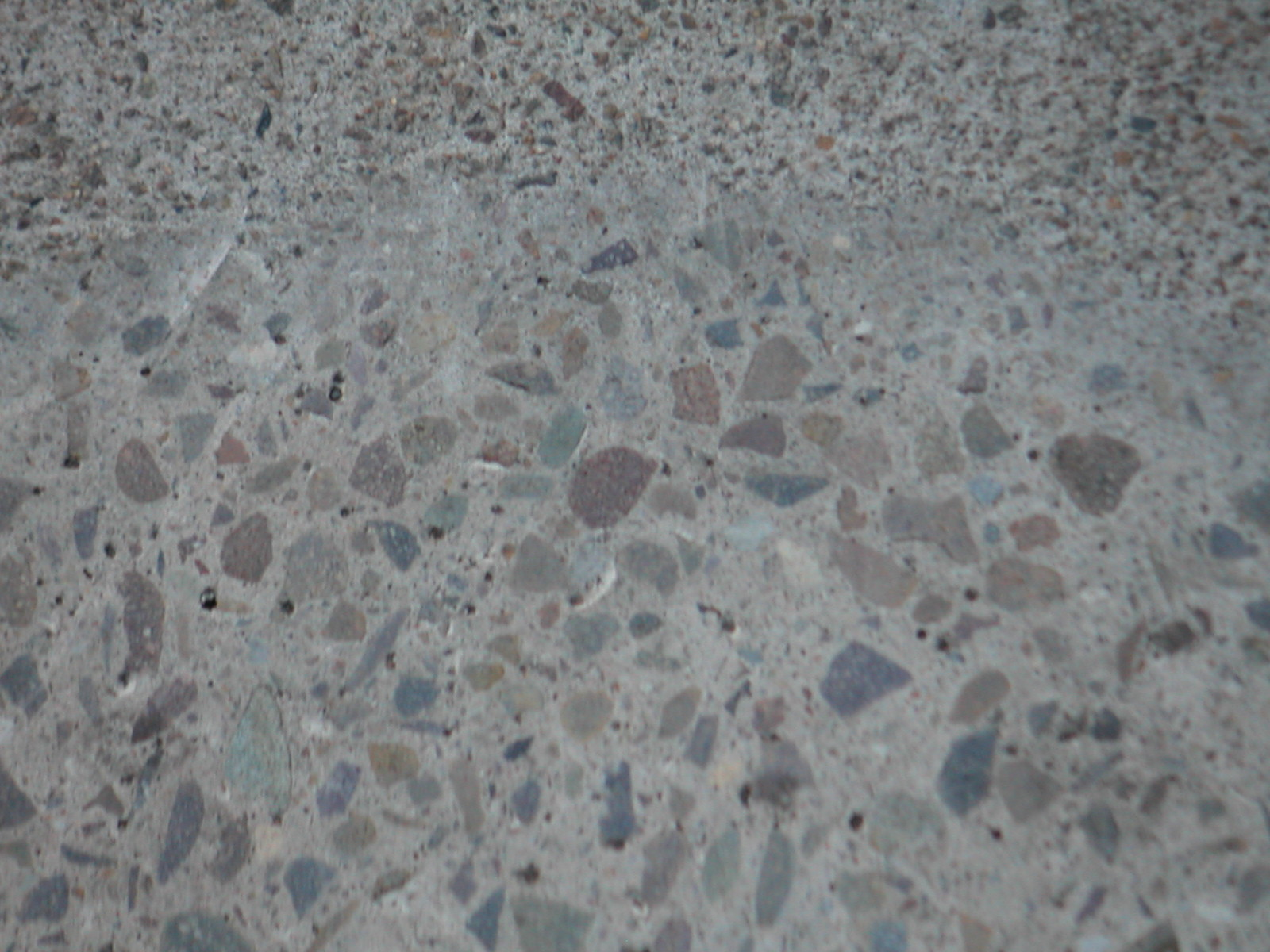

يتألف الركام من مواد مجمعة تقاوم الضغوط وتوفر حجمًا كبيرًا للمادة المجمعة ككل. من أجل أفضل تكوين، يجب أن يكون الركام أصغر بكثير من العنصر النهائي المنجز، لكن له أحجام متنوعة واسعة. على سبيل المثال، أجزاء الحجر المستخدمة في صنع الخرسانة هي الرمل والحصى.

## خصائص الركام
في معظم الحالات، تكون القطعة المثالية المنجزة مكونة من الركام بنسبة 100%. إن الجودة الأكثر طلبًا في تطبيق معين (سواء كانت قوة عالية، أو تكلفة منخفضة، أو كثافة منخفضة) هي الأكثر بروزًا في الركام ذاته؛ كل ما يفتقر إليه الركام هو القدرة على التدفق في نطاق صغير، وتكوين الروابط بين الجسيمات. اختيرت القوالب خصيصًا لتخدم هذا الدور، ولكن لا ينبغي إساءة استعمال قدراتها.

### حجم الركام
تظهر التجارب والنماذج الرياضية أنه يمكن ملئ حجم معين بالأجسام الكروية الصلبة إذا ملئَ لأول مرة بأجسام كروية كبيرة، ثم تملؤ الفراغات بين الفواصل بأجسام كروية أصغر، والفواصل الجديدة التي تمتلئ بأجسام كروية أصغر كثيرًا. لهذا السبب فإن التحكم في توزيع حجم الجسيمات قد يكون بالغ الأهمية في اختيار الركام؛ فالمحاكاة أو التجارب المناسبة ضرورية لتحديد النسب المثلى للجسيمات المختلفة الحجم.
يعتمد الحد الأعلى لحجم الجسيمات على كمية التدفق المطلوبة قبل جمعها (يمكن أن يكون الحصى في الخرسانة خشنًا إلى حد ما، ولكن يجب استخدام الرمل الناعم للبلاط)، في حين يرجع الحد الأدنى إلى سمك مادة القالب التي تتغير فيها خواصها (لا يدرج الطين في الخرسانة لأنه لا يشكل رابطة قوية مع الجسيمات الأخرى). يعتبر توزيع حجم الجسيمات موضوعًا رئيسيًا للدراسة في مجالات السيراميك والتعدين بالمساحيق.

### تمتين المواد المركية
تشكل المتانة حلًا وسطا بين متطلبات القوة والمطاوعة (المتناقضة غالبًا). في عدة حالات، يملك الركام واحدةً من هذه الخصائص، وسيكون جيدًا للركام إذا كان القالب قادرًا على إضافة ما يفتقر إليه من خصائص. من أبرز الأمثلة على ذلك: المركبات ذات القوالب العضوية وركام السيراميك، مثل خرسانة الأسفلت، والبلاستيك المملوء (أي النايلون الممزوج بمسحوق الزجاج المجفف)، كما تستفيد معظم مركبات القوالب المعدنية أيضًا من هذا التأثير. في هذه الحالة، فإن التوازن الصحيح بين المكونات الصلبة والناعمة ضروري أو أن المادة ستصبح إما ضعيفة للغاية أو هشة للغاية.